# Šent Jurij
Šent Jurij – wieś w Słowenii, w gminie Grosuplje. 1 stycznia 2017 liczyła 381 mieszkańców.